# Your Side of Town
Your Side of Town is een nummer van de Amerikaanse rockband The Killers uit 2023. Het verscheen als nieuw nummer op hun verzamelalbum Rebel Diamonds.

## Achtergrondinformatie
"Your Side of Town" gaat over een onbeantwoorde liefde. Het nummer heeft volgens de band "de geesten van veel synthmuziek die ons in de loop der jaren geïnspireerd heeft. En tegelijkertijd voelt het, op één of andere manier, helemaal als iets van ons". De plaat had de tweede single van een nieuw Killers-album moeten worden, maar halverwege de opnames besloot de band dat album weg te gooien. Dit omdat frontman Brandon Flowers naar eigen zeggen "geen connectie" voelde met de nieuwe muziek. "Your Side of Town" klinkt als een track van het album "Hot Fuss", waarmee The Killers doorbraken, maar Flowers gaf aan geen muziek meer te willen maken in de richting van dat album. Hierop werd besloten het nummer als nieuwe track toe te voegen aan Rebel Diamonds.
Het nummer haalde nergens de officiële hitlijsten, maar bereikte in Amerika wel de 6e positie in de Alternative Songs-lijst van Billboard. Ook bereikte het de 17e positie in de Britse downloadlijst. In Nederland deed de plaat, ondanks airplay op een paar radiostations, niets in de hitlijsten.

## Tracklijst
Muziekdownload
1. "Your Side of Town" - 3:08